# Большестепне
Большесте́пне (рос. Большестепное) — село у складі Новорського району Оренбурзької області, Росія.
Стара назва — Большестепний.

## Населення
Населення — 80 осіб (2010; 139 у 2002).
Національний склад (станом на 2002 рік):
- росіяни — 31 %
- казахи — 30 %